# Ponts Couverts
I Ponts Couverts sono un gruppo di tre ponti e quattro torri che costituiscono un'opera difensiva eretta nel XIII secolo sul fiume Ill nella città di Strasburgo in Francia. I tre ponti attraversano i quattro canali, formati dal fiume Ill, che scorrono attraverso il quartiere storico Petite France. I Ponts Couverts sono stati classificati Monument historique dal 1928.
La costruzione dei Ponts Couverts iniziò nel 1230, e l'opera venne aperta nel 1250. Come strumento di difesa, sono stati sostituiti dal Barrage Vauban, poco a monte, nel 1690, ma sono rimasti in uso come ponti. Appena costruito, ciascuno dei ponti era coperto da un tetto in legno che serviva a proteggere i difensori che dovevano presidiarlo in tempo di guerra. Questi tetti sono stati rimossi nel 1784, ma il nome Ponts Couverts (ponti coperti) è rimasto in uso comune da allora.

## Galleria d'immagini

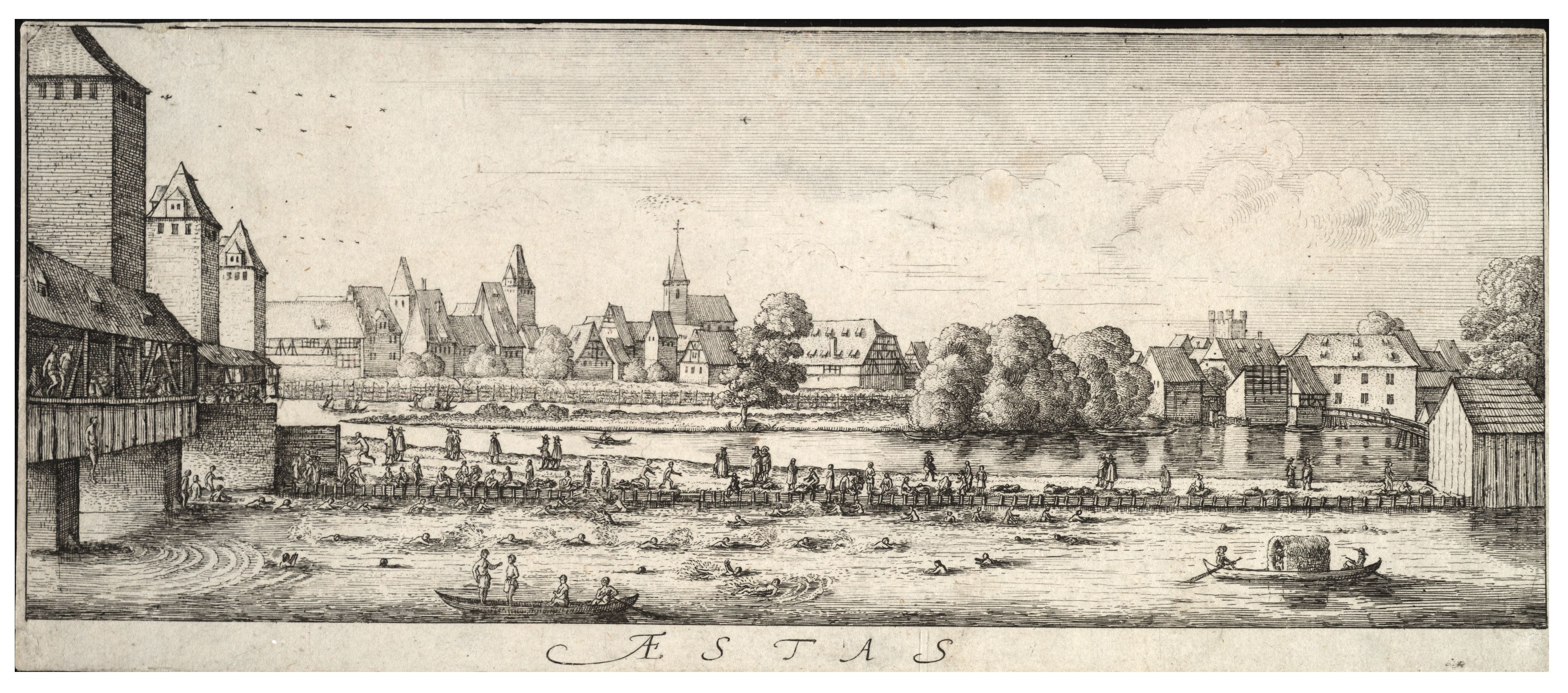
Disegno ca. 1650 di Wenceslaus Hollar
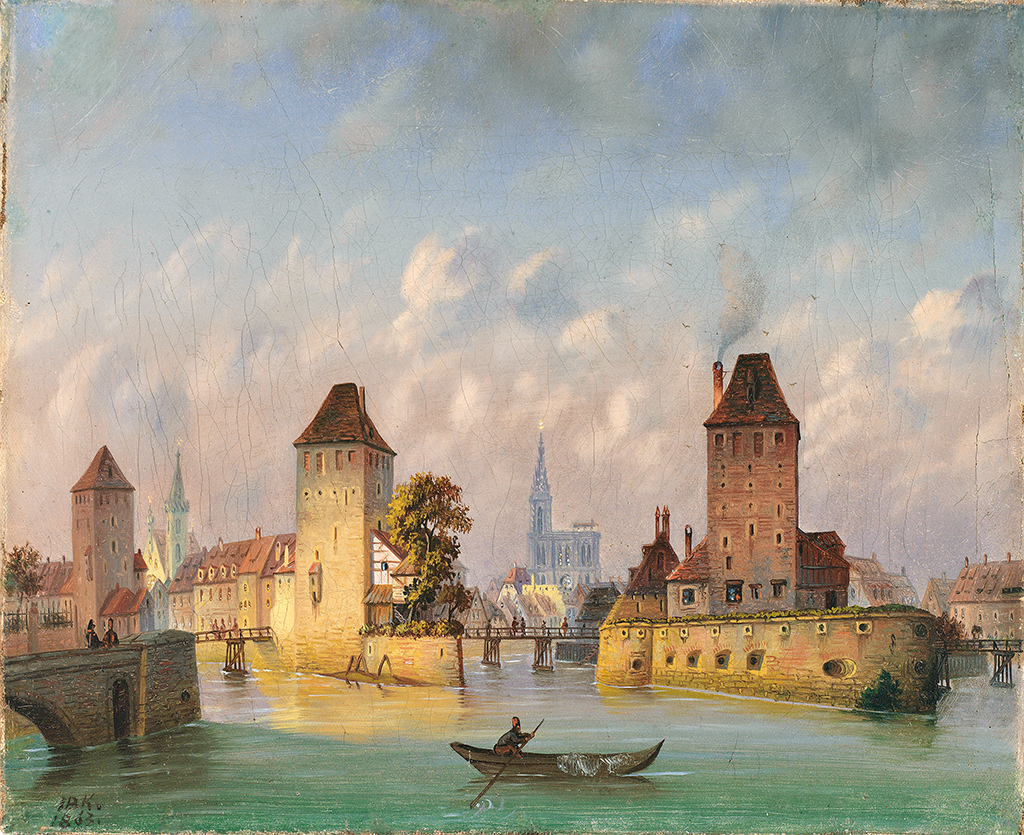
Disegno del 1863 di Johann Baptist Kreitmayer (1819–1879)
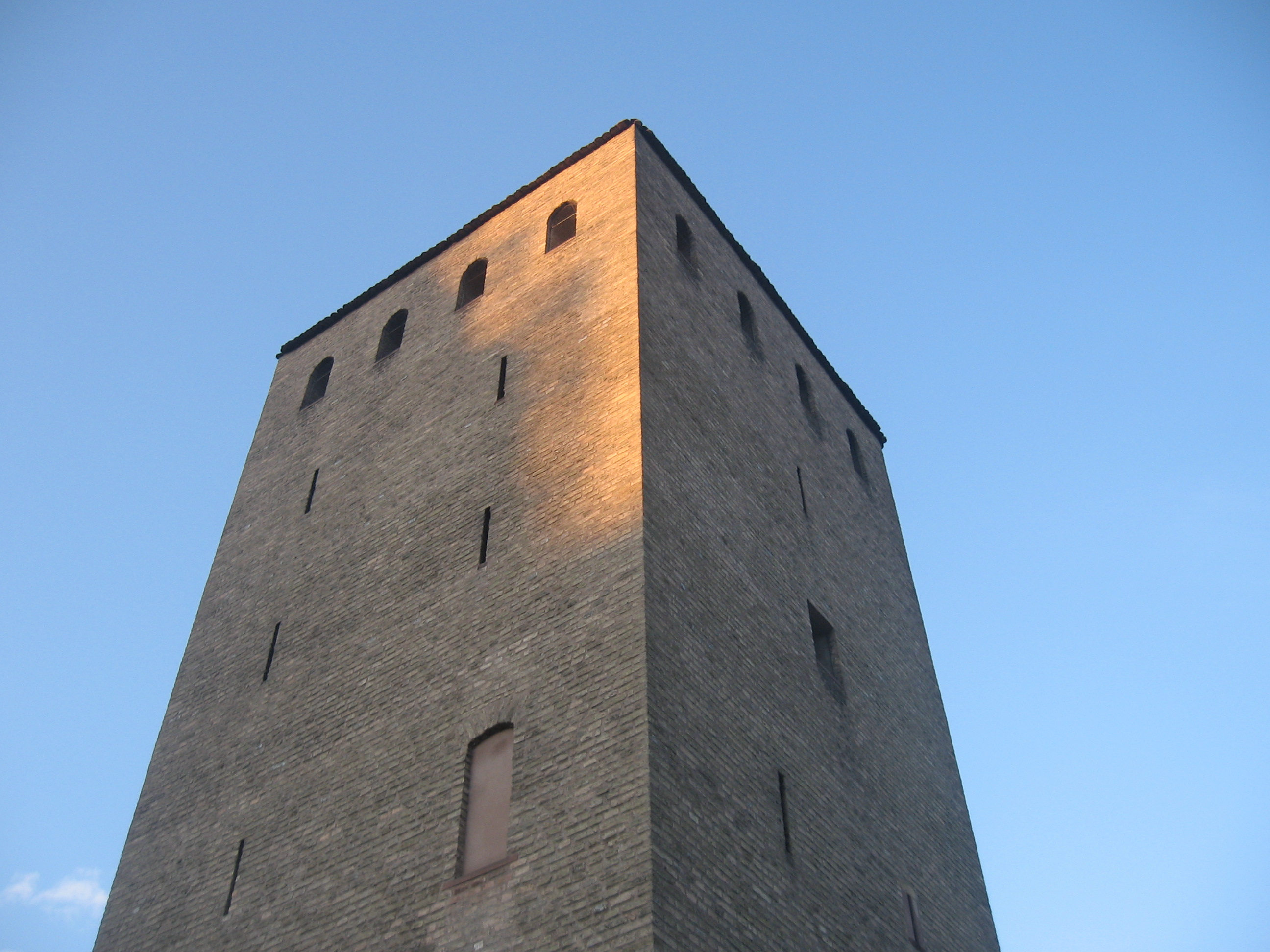
Primo piano di una torre
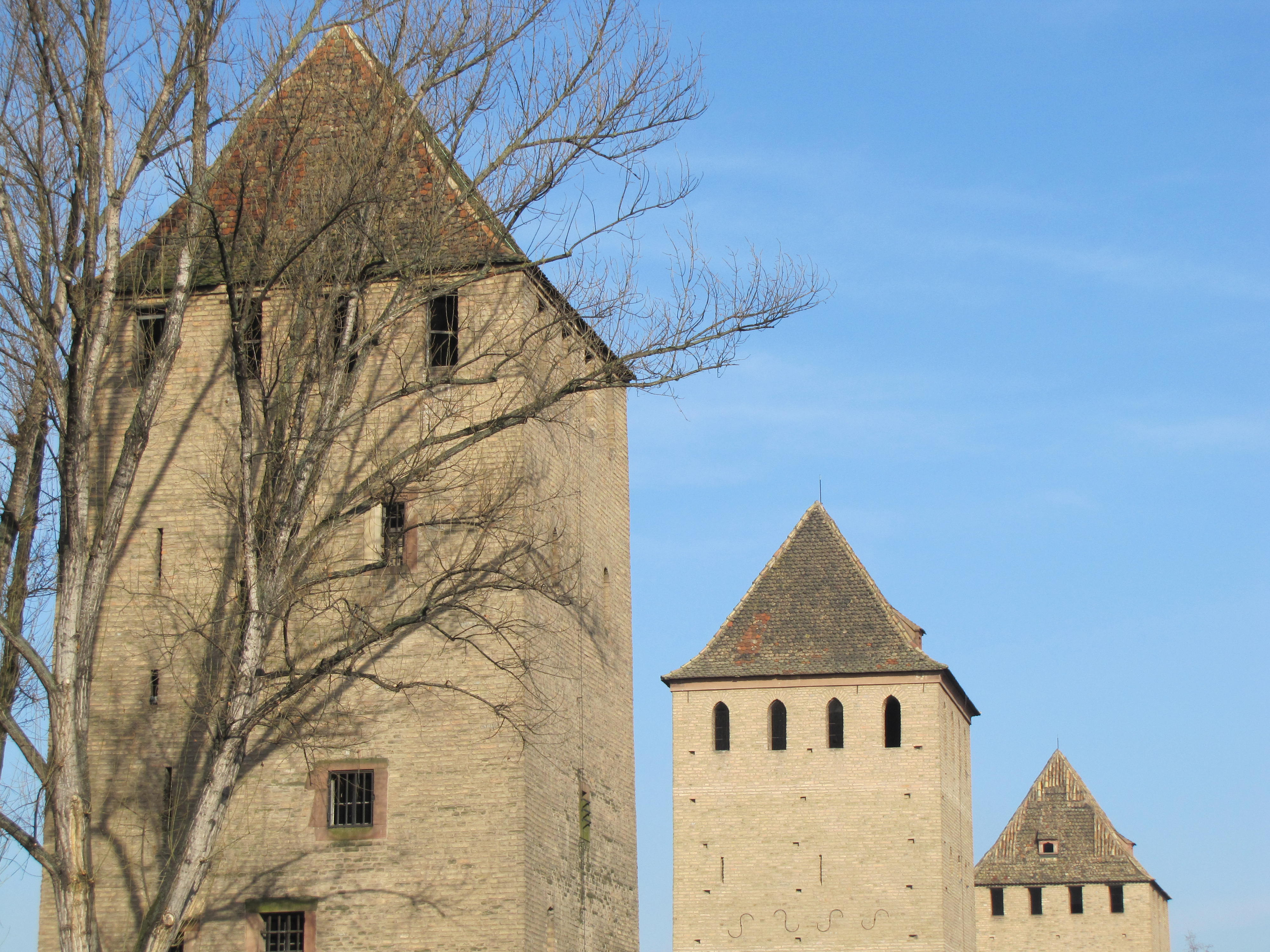
Tre torri allineate
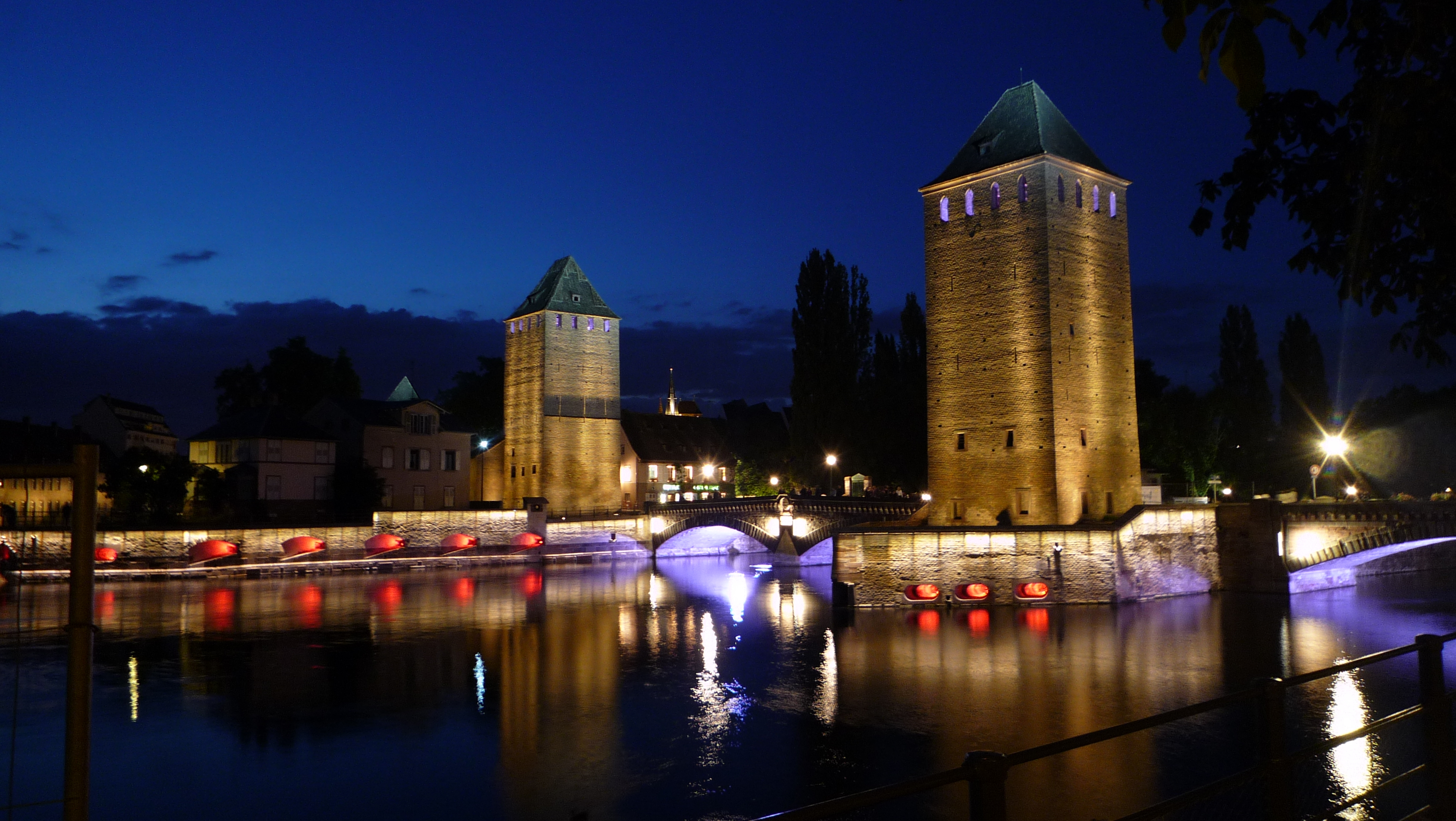
I Ponts Couverts di notte